# 1240 Centenaria
1240 Centenaria este un asteroid din centura principală, descoperit pe 5 februarie 1932 de Richard Schorr.